# 김정일 장군의 노래
김정일장군의 노래(金正日將軍의 노래, 영어: Song of General Kim Jong Il)는 조선민주주의인민공화국의 군가이자, 국방위원장 김정일을 주제로 한 노래이다. 1997년 4월 9일 로동신문에 공개되었으며 그날은 김정일이 조선민주주의인민공화국 국방위원회 위원장으로 추대된지 4주년 되는 기념일이었다고 로동신문은 보도하였다. 이 노래는 김정일 정권 당시 조선민주주의인민공화국의 대내외 행사에서 그들의 국가인 애국가보다 널리 연주되었으며, 《김일성장군의 노래》와 더불어 이른바 영생불멸의 혁명송가로 불린다.

## 배경
김정일 국방위원장을 주제로 하는 노래는 1971년 발표된 《대를 이어 충성을 다하렵니다》부터 김정일 정권의 마지막 시기인 2011년 《조선의 힘》까지 수많은 음악이 있었으나 《김정일장군의 노래》는 그중 가장 널리 알려졌고 또 유명한 노래이었다. 이 노래가 발표되었던 1997년, 국내외적으로 김일성 사망 이후 국제 사회의 대북 경제적 봉쇄, 동구권 사회주의 국가의 몰락 그리고 혹심한 자연재해로 인한 식량부족 등 조선민주주의인민공화국은 가장 어려운 시기를 겪던 때였는데, 이러한 고난의 행군 시기에 지도자를 찬양하고 우상화하는 노래가 나온 것은 결코 우연이 아니었다. 인민예술가 설명순이 작곡하고 신운호가 작사한 이 노래는 1997년 김정일의 생일 전날인 2월 15일 조선인민군공훈국가합창단의 연주로 첫 선을 보였다고 북측 매체는 보도하였다.

## 내용
이 노래에서 김정일은 이른바 '태양의 위업 빛낸 인민의 령도자, 주체의 락원 가꾼 행복의 창조자, 그리고 자주의 기치 높이 든 정의의 수호자'로 포장된다. 조선민주주의인민공화국의 음악은 혁명성과 인민성, 정치성을 추구한다는 점에서 사회주의 국가에서 공통적으로 나타나는 음악예술의 원칙과 크게 다르지 않지만 지도자 개인의 찬양과 우상화 추구를 위한 대중매체로 변질된 것은 또 하나의 특징이라고 말할 수 있는데, 국가적으로 가장 어려운 시기에 정권의 안전과 보위를 위하여 지도자를 맹목적으로 찬양하고 우상화하는 노래를 널리 보급하는 것은 조선민주주의인민공화국의 또 다른 음악 정치의 형태로 볼 수 있다. 한편 《김일성장군의 노래》와 함께 《김정일장군의 노래》는 이른바 김일성, 김정일조선의 2대 민족가로 칭하고 있다고 로동신문은 보도하였다.

## 선전선동의 상징
2012년 10월 10일 모란봉악단을 상징하는 로고가 조선로동당 창건 67주년 경축 공연에서 처음으로 공개되었는데 일렉트릭 바이올린을 휘감는 오선지 모양이었고 오선지에는 두 마디의 악보가 그려져 있었다. 단원들은 이 배지를 드레스 혹은 군복 등의 공연의상에서 항상 오른쪽 가슴 상단에 달고 무대에 올랐다. 많은 사람들은 모란봉악단의 로고에 담긴 그 악보가 도대체 어떤 노래일까 궁금했지만 다름 아닌 바로 김정일을 우상화하고 찬양하는 《김정일장군의 노래》 첫 소절 부분으로 규명되었다.
또한 2015년 10월 18일, 로동당창건 70주년을 기념하는 청봉악단의 평양 공연 마지막 날에 김정은, 리설주 부부는 모란봉악단의 단원들과 함께 이 공연을 관람하고 공연장인 인민극장의 현관 홀에서 모란봉악단의 지도부 그리고 단원들과 함께 기념사진을 찍었는데, 이 사진에서 인민극장 현관 홀에도 마찬가지로 《김정일장군의 노래》 악보 첫 부분과 마지막 부분이 벽에 커다랗게 부조되어 있는 것이 발견되었다. 민은기 서울음대 교수는 저서 독재자의 노래에서 예술로서의 음악이 아닌 이러한 지배의 수단으로 전락해버린 음악을 비판하였다.
조선중앙통신은 2009년 4월 5일 함경북도 화대군 무수단에서 은하 2호 로켓을 성공적으로 발사하였으며 로켓에 실린 인공위성 광명성 2호를 궤도에 진입시켰다고 발표했는데 광명성 2호에서는 《김일성장군의 노래》와 《김정일장군의 노래》가 470MHz로 지구로 전송되고 있다고 소개하였으며, 2012년 12월 12일의 광명성 3호 역시 궤도에 진입하여 《김정일장군의 노래》를 지구로 전송하고 있다고 주장하였지만 아마추어 무선가들은 어떠한 신호도 잡을 수 없었다고 영국의 매체는 보도하였다. 또한 1998년 8월 31일 광명성 1호 발사 당시 인공위성을 궤도에 진입시켰으며 위성에서는 《김일성장군의 노래》와 《김정일장군의 노래》가 이른바 주체조선이라는 모스 부호와 함께 27MHz로 지구로 전송되고 있다고 조선중앙통신은 또한 주장하였다.

## 같이 보기
- 김일성 장군의 노래
- 빛나는 조국